# Refojos de Riba de Ave
Refojos de Riba de Ave is een plaats (freguesia) in de Portugese gemeente Santo Tirso en telt 1106 inwoners (2001).